# ماتابيري
ماتابيري (بالإنجليزية: Matabiri)‏ أرواح مستنقع قبيحة في ميثولوجيا البابوان (غينيا الجديدة).